# Beijing Ducks
El Beijing Jinyu Ducks (en chino, 北京金隅鸭) también conocido como Shougang Beijing Ducks es un equipo de baloncesto chino con sede en la ciudad de Pekín, que compite en la Chinese Basketball Association (CBA). El presidente del club es Wang Jiesen. Disputa sus partidos en el Cadillac Arena, con capacidad para 18.000 espectadores.

## Historia
En 1995, con la fundación oficial de la Chinese Basketball Association (CBA), los Beijing Ducks se convirtieron en uno de los ocho equipos fundadores, logrando en su primera temporada (1995-96) el tercer puesto final con un récord de 17-5 en temporada regular gracias a sus estrellas  Mengke Bateer  y Shan Tao. El equipo se estableció oficialmente como Beijing Shougang Basketball Team el 24 de enero de 1997, en un intento, a la postre infructuoso, de dar al nombre corporativo mayor precedencia popular que a la mascota. Aunque esa temporada (1996-97) el equipo tuvo un mal desempeño quedando noveno con 8-14; sin embargo, en las siguientes temporadas mostró un rendimiento variable: cuarto lugar en 1997-98 (14-8), séptimo en 1998-99 (11-11), quinto en 1999-00 (13-9) tras la salida de Shan Tao, y tercero en 2000-01 (14-8).
En 2001, la partida de Bateer hacia la NBA no impidió que el equipo mantuviera un sólido tercer puesto (15-9) en la temporada 2001-02, aunque no logró avanzar a semifinales al ser derrotado por los Shandong Golden Lions (1-3). La temporada 2002-03 terminó en octavo lugar (12-14) en la fase regular, pero alcanzó un destacable cuarto puesto final tras derrotar a Xinjiang Guanghui (3-1) en primera ronda; sin embargo, 2003-04 representó su peor resultado histórico quedando undécimo (7-15) y sin acceso a playoffs. La fortuna cambió con el regreso de Bateer a mediados de 2004-05, cuando el equipo se recuperó notablemente terminando segundo en la División Norte con un récord de 22-16, aunque no consiguió clasificarse para los cuartos de final al caer ante los Bayi Rockets (1-2).
Los Beijing Ducks mostró su mejor versión en la temporada 2005-06, liderando la División Norte con un impresionante récord de 31-9, aunque no consiguió alcanzar la final tras caer derrotado en semifiales ante Bayi Rockets por 3-0. Sin embargo, la salida de su estrella Bateer en 2006 para tratarse una lesión en Estados Unidos, y su posterior fichaje por el Xinjiang Guanghui en 2007 tras no llegar a un acuerdo salarial (Bateer solicitaba 4 millones de dólares anuales), sumió al equipo en una profunda crisis que le llevó a perderse los playoffs durante cuatro temporadas consecutivas (2006-2010), tocando fondo en la temporada 2009-10 con un desalentador registro de 8-24 que les dejó en decimoquinta posición de la clasificación general.
El regreso del entrenador Min Lulei tras sus estudios en Estados Unidos y la incorporación de dos ex-NBA, Randolph Morris en octubre de 2010 y especialmente Stephon Marbury en agosto de 2011, transformaron radicalmente al equipo y sus aspiraciones. Esta nueva era dorada culminó en la temporada 2011-12, cuando bajo el liderazgo del "Maomo Duo" (Morris-Marbury), los Beijing Ducks consiguieron un impresionante segundo puesto en la temporada regular (21-11) y posteriormente su primer campeonato histórico de la CBA tras derrotar a los Guangdong Southern Tigers por 4-1 en la final. El equipo no se detuvo ahí: con la incorporación del talentoso Sun Yue en septiembre de 2013, logró establecer una pequeña dinastía al conquistar dos títulos más en 2013-14 (venciendo 4-2 al Xinjiang Guanghui tras superar dramáticamente a los Guangdong Southern Tigers 3-2 en semifinales) y 2014-15 (superando 4-2 al Liaoning Flying Leopards después de eliminar a Guangdong por 3-1), acumulando tres campeonatos en cuatro temporadas y convirtiéndose en uno de los equipos más exitosos e influyentes de la liga antes de experimentar un notable declive en las temporadas 2015-16 y 2016-17, cuando no consiguió defender su hegemonía y quedó eliminado prematuramente o incluso fuera de playoffs.
Entre 2017 y 2020, los Beijing Ducks experimentaron numerosos cambios en su plantilla y cuerpo técnico. En 2017, el veterano entrenador Min Lulei fue reemplazado por el griego Yannis Christopoulos, mientras que la leyenda del equipo, Stephon Marbury, se marchó al equipo rival Beijing Enterprises. En las siguientes temporadas, llegaron jugadores destacados como Justin Hamilton y el exNBA Jeremy Lin. A pesar de registrar buenos resultados en temporada regular, el equipo no logró avanzar más allá de las primeras rondas en los playoffs, con eliminaciones ante equipos como Guangdong y Shenzhen.
Durante el periodo 2020-2022, Beijing continuó con ajustes importantes. Se ficharon jugadores nacionales como Li Muhao y Fan Ziming, y se contrató brevemente al técnico italiano Simone Pianigiani, quien fue reemplazado rápidamente. Christopoulos regresó al banquillo, pero tras malos resultados y otra eliminación temprana en playoffs, renunció. La inestabilidad en el banquillo continuó con breves etapas de Jiexiaobin y Enest Layden. La temporada 2021-22 finalizó con una nueva eliminación en la ronda previa a los playoffs y más salidas y llegadas de jugadores extranjeros y locales.
A partir de 2023, el club logró cierta estabilidad y empezó a obtener mejores resultados. En la temporada 2023-24, pese a altibajos y cambios en el cuerpo técnico (con la llegada y dimisión de Layden), se reforzó con figuras como Zhou Qi y Richard Solomon III. Aunque la temporada terminó con una eliminación en la fase previa de playoffs, el equipo mostró señales de recuperación. En la 2024-25, bajo el mando del nuevo entrenador Xu Limin, Beijing logró una destacada racha de victorias y terminó tercero en la temporada regular, clasificándose directamente a la segunda ronda de playoffs, alcanzando así su mejor posición en cinco años.

## Jugadores

### Plantilla actual
| N.º | Nac.                                  | Jugador            | Posición  | Alt. |
| --- | ------------------------------------- | ------------------ | --------- | ---- |
| 1   | Bandera de Estados Unidos             | Jonathan Gibson    | Base      | 1,84 |
| 2   | Bandera de la República Popular China | Li Muhao           | Pívot     | 2,18 |
| 5   | Bandera de la República Popular China | Yang Ali           | Escolta   | 1,87 |
| 6   | Bandera de la República Popular China | Sun Chenran        | Base      | 1,85 |
| 8   | Bandera de la República Popular China | Fang Shuo          | Base      | 1,88 |
| 10  | Bandera de la República Popular China | Liu Xiaoyu         | Base      | 1,90 |
| 11  | Bandera de la República Popular China | Duan Jiangpeng     | Alero     | 1,97 |
| 13  | Bandera de la República Popular China | Zhu Yanxi          | Pívot     | 2,08 |
| 16  | Bandera de la República Popular China | Zhang Cairen       | Alero     | 1,95 |
| 19  | Bandera de la República Popular China | Taruike Jianiyou   | Pívot     | 2,07 |
| 20  | Bandera de la República Popular China | Zhai Xiaochuan (c) | Ala-Pívot | 2,04 |
| 21  | Bandera de la República Popular China | Chang Lin          | Pívot     | 2,06 |
| 22  | Bandera de la República Popular China | Zhang Zhuo         | Alero     | 2,02 |
| 27  | Bandera de la República Popular China | Zhou Yixiang       | Alero     | 1,90 |
| 41  | Bandera de Croacia                    | Justin Hamilton    | Pívot     | 2,13 |
| 77  | Bandera de la República Popular China | Wang Xiaohui       | Escolta   | 1,95 |

### Jugadores destacados
| - Mengke Bateer (1997–2002, 2005–2006, 2013–2014) - Zhang Yunsong (1998–2010) - Chris Herren (2002–2003) - Olumide Oyedeji (2004) - Ji Zhe (2007–2018) - David Harrison (2008–2009) - Dontae' Jones (2008–2009) - Fang Shuo (2008–presente) - Cedric Bozeman (2009–2010) - Sun Mingming (2009–2014) - Ernest Brown (2010) - Steve Francis (2010) - Joe Crawford (2010–2011) | - Lee Hsueh-lin (2010–2014) - Randolph Morris (2010–2018) - Stephon Marbury (2011–2017) - Sun Yue (2011–2017) - Zhai Xiaochuan (2011–presente) - Li Gen (2012–2015) - Damien Wilkins (2013–2014) - Zhang Qingpeng (2014–2017) - Grant Jerrett (2016–2017) - Aaron Jackson (2017–2018) - Justin Hamilton (2017–presente) - Marcus Thornton (2018) - Jeremy Lin (2019–2020) - Ekpe Udoh (2019–2020) |

### Números retirados
Estos son los números retirados por los Ducks, en su pabellón, el Cadillac Arena, y que no pueden ser usados por ningún otro jugador del equipo:
| Número | Jugador       | Años      |
| ------ | ------------- | --------- |
| 15     | Zhang Yunsong | 1998–2010 |
| 51     | Ji Zhe        | 2007–2018 |

## Palmarés
- Chinese Basketball Association

Campeón (3): 2011–12, 2013–14, 2014–15